# Coppa Placci
Coppa Placci var en italiensk "halvklassiker" inom cykelsporten. Tävlingen gick mellan den italienska staden Imola och San Marino och lades ner 2013. Från 2005 till nerläggningen tillhörde loppet UCI Europe Tour.
Namnet Coppa Placci kommer ifrån den italienska cyklisten Antonio Placci, som var född i Imola och som avled 1921, det vill säga två år innan tävlingen startade 1923. Den första vinnaren av tävlingen blev italienaren Enea Dal Fiume.
Italienarna Emilio Petiva, Ugo Colombo, Giovanni Battaglin, Francesco Casagrande och belgaren Roger De Vlaeminck har alla vunnit tävlingen två gånger under sina karriärer.
Sedan säsongen 2010 är tävlingen till för elit- och amatörcyklister. Italienaren Filippo Pozzato var den sista professionella cyklisten som vann tävlingen, det var under säsongen 2009. Francesco Bongiorno var den första som vann tävlingen på amatörnivå.

## Segrare
- 2010  Francesco Bongiorno
- 2009  Filippo Pozzato
- 2008  Luca Paolini
- 2007  Alessandro Bertolini
- 2006  Rinaldo Nocentini
- 2005  Paolo Valoti
- 2004  Leonardo Bertagnolli
- 2003  Danilo di Luca
- 2002  Matteo Tosatto
- 2001  Paolo Bettini
- 2000  Francesco Casagrande
- 1999  Mirko Celestino
- 1998  Mauro Zanetti
- 1997  Beat Zberg
- 1996  Andrea Tafi
- 1995  Francesco Casagrande
- 1994  Angelo Lecchi
- 1993  Maximilian Sciandri
- 1992  Laurent Dufaux
- 1991  Johan Bruyneel
- 1990  Mauro Gianetti
- 1989  Claudio Chiappucci
- 1988  Pierino Gavazzi
- 1987  Massimo Ghirotto
- 1986  Guido Bontempi
- 1985  Silvano Contini
- 1984 inställt
- 1983  Marino Aamadori
- 1982  Alfredo Chinetti
- 1981  Alfio Vandi
- 1980  Giovanni Battaglin
- 1979  Giovanni Battaglin
- 1978  Gianbattista Baronchelli
- 1977  Marino Basso
- 1976  Fausto Bertoglio
- 1975  Francesco Moser
- 1974  Roger De Vlaeminck
- 1973  Italo Zilioli
- 1972  Roger De Vlaeminck
- 1971  Ugo Colombo
- 1970  Ugo Colombo
- 1969  Roberto Ballini
- 1968 inställt
- 1967  Luciano Armani
- 1966  Felice Gimondi
- 1965  Michele Dancelli
- 1964  Guido de Rosso
- 1963  Ercole Baldini
- 1962  Franco Cribiori
- 1951-1961 ej avhållet
- 1950  Giacomo Zampieri
- 1949  Renzo Soldani
- 1948  Luigi Casola
- 1947 inställt
- 1946  Nedo Logli
- 1929-1945 ej avhållet
- 1928  Pietro Fossati
- 1927  Aleardo Simoni
- 1926  Ermanno Vallazza
- 1925  Emilio Petiva
- 1924  Emilio Petiva
- 1923  Enea Dal Fiume